# قوت القلوب 2 (مسلسل)
قوت القلوب 2 مسلسل درامي، مصري من إنتاج سنة 2020. المسلسل من إخراج مجدي أبو عميرة، وتأليف محمد الحناوي، ومن بطولة ماجدة زكي، ومحمد أنور، وإسلام جمال، وسهر الصايغ، وكارولين عزمي.

## القصة
تواصل قوت القلوب البحث عمن قتل زوجها إبراهيم، لمعرفة دوافعه وجلب حقه زوجها، وتواصل عزة البحث عن طريقة لتنجب، ويواصل خالد حبه لجنة رغم علمه برفض والدها، ويحاول حسن نسيان عقدة حبه القديمة، وتواصل فاتن وعاطف في البحث عن فرصة تغير حياتهم.

## الممثلون
| - ماجدة زكي - محمد أنور - إسلام جمال - سهر الصايغ - كارولين عزمي - ديانا هشام - هايدي رفعت - أحمد عنان - مارتينا عادل - أحمد كمال أبو رية - سيف الديب - غفران محمد - داليا شوقي - نور ياسر - نسمة بهي - هيثم زيدان - ندى سمير فقيه - باسم سمرة - فراس سعيد - نورهان - ليلى عز العرب - حمادة بركات - مصطفى درويش - أيمن قنديل | - شمم الحسن - سامي مغاوري - أحمد حلاوة - جميل برسوم - عزة لبيب - نرمين ماهر - منير مكرم - محمود جمعة - إسماعيل فرغلي - هدى الإدريسي - بهجت عدلي - صلاح الحسيني - سمر علام - دنيا النشار - مريم سعيد صالح - يسرية السيد - فادي خفاجة - عمرو صحصاح - نوال سمير - علياء العربي - سعاد الهواري - مريم الصبان - مصطفى الدمرداش | - باكينام - سامح عبد العظيم - رانيا فريد شوقي - خالد زكي - برلنتي فؤاد - محمد صبري - بدوي فهمي - محمد قشطة - محمد شحاتة - بوسي الشامي - إكرامي المصري - علاء الشيخ - أشرف خاطر - كاميليا إبراهيم - أحمد يوسف - إيمان سالم - علا عبد الباقي - دعاء رجب - برنسة عبد الغني - إيهاب علم الدين - صلاح الجزار - أسامة طراف - جنا أحمد | - موندي عامر - غادة كامل - حمادة صميدة - فاتن عباس - محمد سالم - عالية عبد العزيز - أحمد خالد - سعيد الجزار - مصطفى غريب - مصطفى درويش - شروق مصطفى - اسلام عبد الكريم - أيمن محمد - سالي بدر - أحمد رأفت - إيمان يوسف - ادهم شكير - اميرة جبر - نجلاء الحديدي - حلا كمال - مالك الزمر - عادل اليماني - شاهيناز |